# Sint-Apollinariskerk (Bolland)

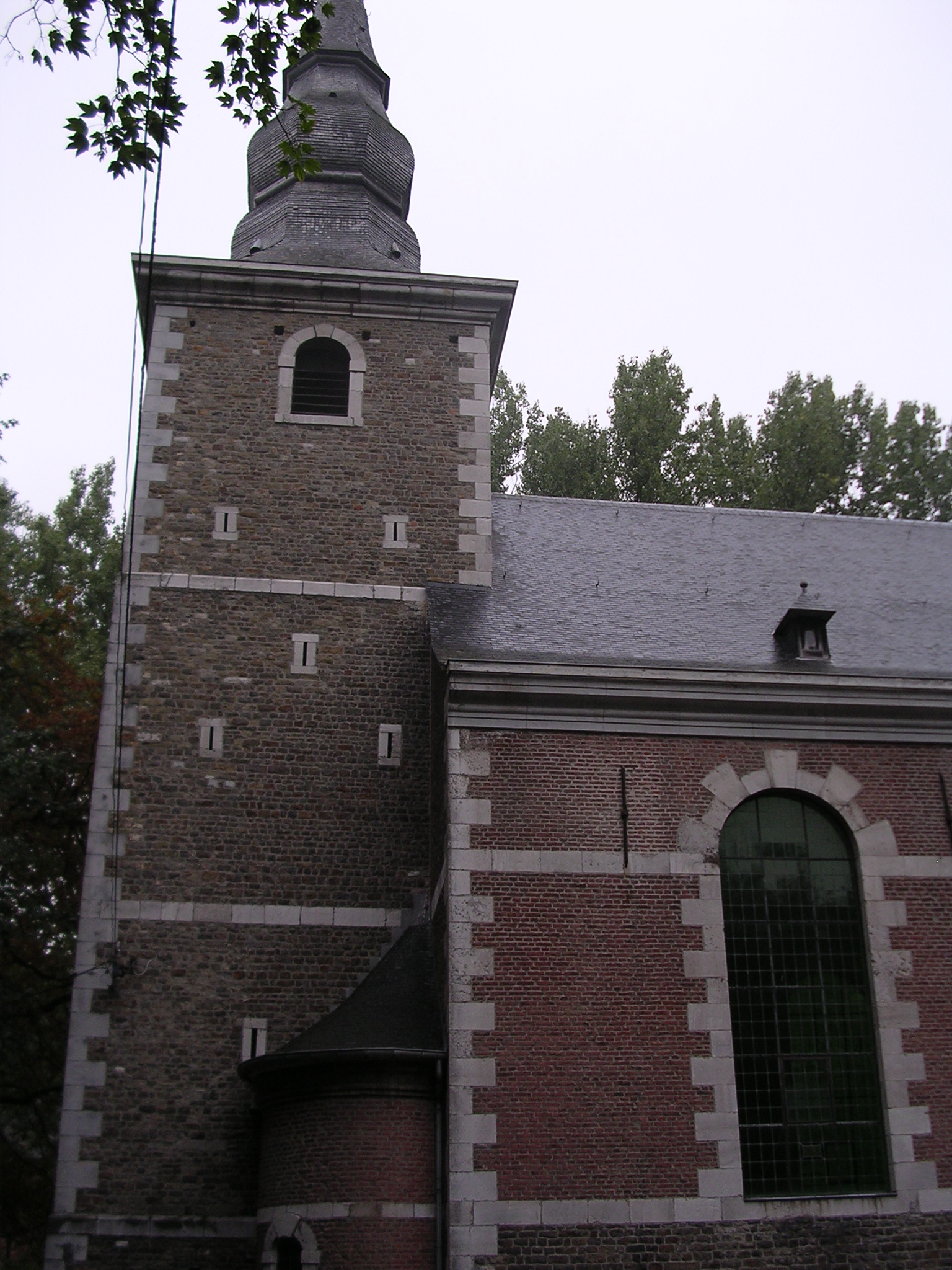
Sint-Apollinariskerk

De Sint-Apollinariskerk (Église Saint-Apollinaire) is de parochiekerk van het tot de Belgische gemeente Herve behorende dorp Bolland, gelegen aan de Rue des Doyards.

## Geschiedenis
De kerk was ondergeschikt aan de parochiekerk van Herstal, en werd tegen het einde van de 14e eeuw een zelfstandige parochie.
De huidige kerk werd gebouwd 1714-1717 in classicistische stijl. Het is een eenbeukige kruiskerk met verlaagd transept en voorgebouwde toren welke voorzien is van een sierlijke spits. Het koor is driezijdig afgesloten.
Schip en koor zijn uitgevoerd in baksteen op een plint van natuursteenblokken, en de toren is uitgevoerd in natuursteenblokken. Hoekbanden, omlijstingen en scheidingen tussen de geledingen van de toren zijn in kalksteen uitgevoerd.

## Interieur
Het interieur is rijk aan kunstwerken.
Er is een zij-altaar met altaarschildering van 1624, geschonken door Jean de Berlo en Marguerite d'Eynatten. Dit heeft een schildering met Maria met Kind, die verschijnt aan Sint-Barbara. Een ander dergelijk zijaltaar is van 1643. Beide zijn in barokstijl. Cornelis van der Veken vervaardigde het hoofdaltaar in 1724, in verguld eikenhout, met een schildering door Englebert Fisen. Dit werd geschonken door Adrien-Gérard de Lannoy en Anna Thérèse-Claire de Bocholz.
Uit het voormalig Minderbroedersklooster zijn een viertal schilderijen van 1750.
In de doopkapel is een schilderij uit deze tijd, voorstellende de doop van Christus. Een houten beeld van Sint-Apollonaris is van het 2e kwart van de 18e eeuw. Een Sint-Jozef van Cornelis Vander Veken, een Beschermengel van dezelfde kunstenaar, een eiken Sint-Franciscusbeeld van de 2e helft der 17e eeuw, een Maria met Kind van omstreeks 1600, en een buste van Sint-Apollinaris van hetzelfde jaar.
Het orgel is van 1734.
De eiken preekstoel is van 1726. De trap werd begin 19e eeuw toegevoegd. De biechtstoel is uit het tweede kwart van de 18e eeuw, in Lodewijk XIV-stijl. In Lodewijk XV-stijl is een reliekkast van omstreeks 1750. Het hardstenen doopvont, met vier maskers, is van eind 15e eeuw. 
In de zuidmuur zijn twee 16e- en 17e-eeuwse zerken ingemetseld, waarvan een van 1633.